# アデーレ・シュトルテ
アデーレ・シュトルテ（Adele Stolte, 1932年10月12日 - 2020年9月26日）は、ドイツのソプラノ歌手。

## 経歴
シュペレンベルクの牧師の家に生まれる。1938年からリューベックの学校に通うようになったが、1942年には第二次世界大戦の空襲によりドレスデンに避難。しかしドレスデンでも空襲に遭遇したため、ポツダムへの移住を余儀なくされている。1948年にポツダムでヨハン・ゼバスティアン・バッハの《クリスマス・オラトリオ》の上演に際して天使の声役で初舞台を踏み、当地のカントルであるカール・ランドグレーベの下で音楽を学ぶこととなった。1952年からロストックでアンネリーゼ・ブッシュマンに声楽の個人指導を受けた。1955年からドレスデン、ライプツィヒやマンハイム等で宗教音楽の歌手として活動を始め、ドレスデン聖十字架合唱団やトーマス教会少年合唱団などと共演するようになった。1958年にはドレスデンにおけるエルンスト・ペッピングのテ・デウムの初演、翌年にミュールハウゼンで行われたバッハ音楽祭のそれぞれに参加して声望を高めた。1960年代からはヨハン・ゼバスティアン・バッハの作品を中心として録音活動も活発に行うようになった。1972年に第一線を退いてからは、マリア・クローネンの助手として後進の指導に当たるようになり、1975年から1993年までヴロツワフの夏期講習でオラトリオとカンタータの歌唱法の指導を行うようになった。1986年から1990年までブラウンシュヴァイク大聖堂合唱団、1990年から1997年までベルリンのカメラータ・ヴォカーレのそれぞれで歌唱指導に当たる。1990年から2005年までベルリン芸術大学で教鞭をとった。
一連の業績から、2007年にドイツ連邦共和国功労勲章を授与されている。2020年、87歳で他界。